# پرانا

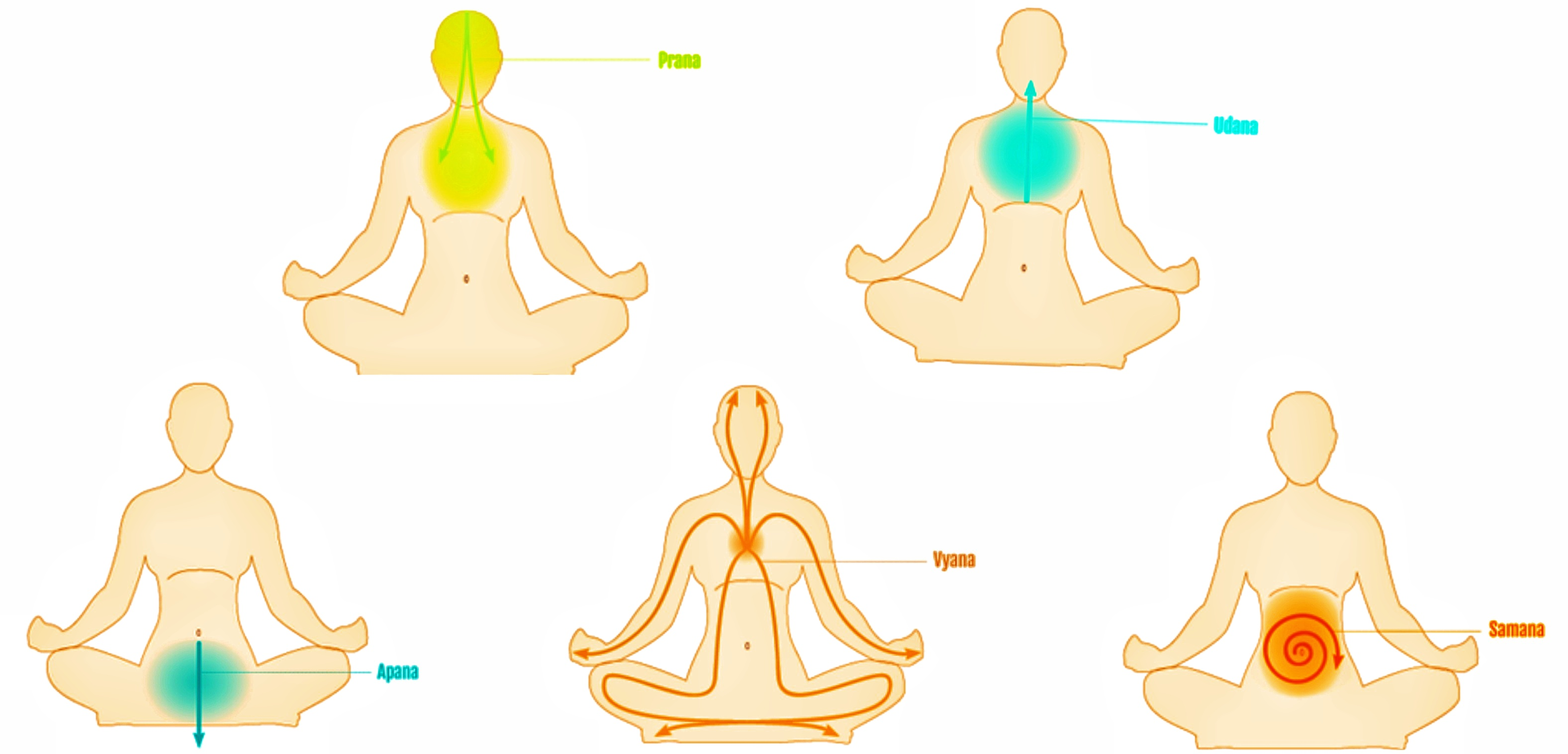
پرانا ، کلمه سانسکریت برای نفس و تنفس است.

در یوگا، آیورودا و هنرهای رزمی هندی، پرانا (प्राण، prāṇa؛ کلمه سانسکریت برای نفس، تنفس، "نیروی حیات" یا "اصل حیاتی") واقعیت را در همه سطوح، از جمله اشیاء بی جان منتشر می کند. در ادبیات هندو، گاهی منبع پرانا را از خورشید توصیف می کنند و می گویند باعث اتصال عناصر کیهانی (Mahābhūta شامل زمین، آب، باد و هوا) می شود.
پرانا یکی از شاخه های انرژی درمانی محسوب می شود. بررسی متون علمی در مورد انرژی درمانی به این نتیجه رسیده است که هیچ مدرکی وجود ندارد که اثربخشی بالینی آن را نشان دهد.
پنج نوع پرانا، که در مجموع به عنوان پنج وایو ("باد") شناخته می شود، در متون هندو توصیف شده است. آیورودا، تانترا و طب سنتی تبتی، همگی پرانا وایو را به عنوان وایوی اصلی که وایوی های دیگر از آن سرچشمه می گیرند، توصیف می کنند.
پرانا به ده عملکرد اصلی تقسیم می شود: 
- پرانا: پرانا، آپانا، اودانا، ویانا و سامانا
- اوپا-پرانا: ناگا، کورما، دواداتا، کریکالا و دانانجایا

پرانایاما، یکی از هشت اندام یوگا (Ashtanga)، برای گسترش پرانا در نظر گرفته شده است.

## ریشه شناسی
Vaman Shivram Apte چهارده معنی مختلف برای کلمه سانسکریت prāṇa (प्राण) مانند نَفَس یا تنفس، نَفَس زندگی، هوای حیاتی، اصل زندگی (معمولاً در این معنا به صورت جمع استفاده می شود و می گویند که پنج هوای حیاتی وجود دارد، اما از سه، شش، هفت، نه و حتی ده هوای حیاتی نیز صحبت می‌شود)؛ انرژی یا توان، روان یا روح.
به عقیده باتاچاریا، متون سانسکریت از مفهوم پرانایاما به عنوان دستکاری تنفس استفاده می کنند. باتاچاریا منظور آن متون ازپرانایاما را «هوای حیاتی» مطرح کرده است. توماس مک ایویلی، پرانا را به عنوان «انرژی روان» ترجمه می کند. این نَفَس به عنوان ظریف ترین شکل مادی شناخته می شود، اما همچنین اعتقاد بر این است که در خون نیز وجود دارد و بیشترین حجم آن در مایع منی و ترشحات واژن متمرکز است.

## مراجع اولیه
مفهوم باستانی پرانا در بسیاری از متون هندو از جمله اوپانیشادها و وداها توصیف شده است. یکی از اولین ارجاعات به پرانا مربوط به چاندوگیا اوپانیشاد 3000 ساله است، اما بسیاری دیگر از اوپانیشادها از این مفهوم استفاده می کنند، از جمله اوپانیشادهای کاتا، مونداکا و پراسنا. این مفهوم در ادبیات هاتا یوگا، تانترا و آیورودا با جزئیات زیاد توضیح داده شده است.
باگاواد گیتا 4.27، یوگای خودکنترلی را به عنوان قربانی کردن اعمال حواس و پرانا در آتش برافروخته شده توسط دانش توصیف می‌کند. به طور کلی، تسخیر حواس، ذهن و پرانا به عنوان یک گام اساسی در مسیر یوگین به سمت سامادی یا در واقع به عنوان هدف یوگا تلقی می شود. بنابراین به عنوان مثال Malinivijayottaratantra 12.5-7 به سالکی "که بر وضعیت بدن، ذهن، پرانا، حواس، خواب، خشم، ترس و اضطراب غلبه کرده است" [12] دستور می دهد که یوگا را در یک غار زیبا و بدون مزاحمت تمرین کند.
پرانا معمولاً به بخش‌های تشکیل‌دهنده تقسیم می‌شود، به‌ویژه زمانی که به بدن انسان مربوط می‌شود. در حالی که همه منابع و مراجع اولیه در مورد نام یا تعداد این بخش‌ها توافق ندارند، رایج‌ترین فهرست از منابع مهابهاراتا، اوپانیشادها، آیورودا و یوگا شامل پنج طبقه‌بندی است که اغلب به دسته های فرعی تقسیم می‌شوند. این فهرست شامل پرانا (انرژی متحرک به درون)، آپانا (انرژی متحرک به بیرون)، ویانا (گردش انرژی)، اودانا (انرژی سر و گلو) و سامانا (هضم و جذب) است.
ارجاع های اولیه به پراناهای خاص اغلب بر پرانا، آپانا و ویانا به عنوان "سه نَفَس" تاکید می کرد. این را می توان در سنت های پروتو یوگای وراتیاها در میان دیگران مشاهده کرد. متونی مانند Vaikānasasmārta از پنج پرانا به عنوان درونی کننده ی پنج آتش قربانیِ مراسم هما پانچاگنی استفاده می کردند.
آتاروا ودا پرانا را اینگونه توصیف می کند: "وقتی آنها توسط پرانا آبیاری شدند، گیاهان به طور هماهنگ صحبت کردند: "تو زندگی ما را طولانی کردی، همه ما را خوشبو کردی." (11.4-6) «گیاهان مقدس (âtharvana)، گیاهان جادویی (ângirasa)، گیاهان الهی، و گیاهانی که توسط انسان تولید می شوند، هنگامی که تو، ای پرانا، آنها را زنده می کنی، سر بر می آورند (11.4-16). "وقتی پرانا زمین بزرگ را با باران آبیاری کرد، گیاهان و همچنین هر نوع گیاهی رشد می کنند." (11.4-17) «ای پرانا، از من روی گردان مباش، تو جز من نخواهی بود! ای پرانا، تو را مانند جنین آب (آتش) به من ببند تا زنده بمانم. (11.4)

### مفاهیم مشابه
مفاهیم مشابهی در فرهنگ های مختلف وجود دارد، از جمله:
- anima در لاتین (به معنی«نفس»، «نیروی حیاتی»، «اصل جان بخشی»)
- روح در اسلام و صوفیه
- پنوما در یونانی (به معنای نَفَس)
- چی در چینی (به معنای نیروی زندگی، هوا، تنفس)
- مانا در پلینزی
- اورندا در میان بومیان آمریکایی
- اود در آلمانی (Odic force به معنی نیروی زندگی یا انرژی حیاتی)
- روآه در عبری (به معنای روح القدس یا نیروی الهی)[۱۲]

اهمیت پرانا در اغذیه جات در حدود دو هزار و پانصد سال پیش توسط فیثاغورث مورد اشاره واقع گشت و بر طبق باور وی، این نیروی حیاتی در اغذیه گیاهی بیشتر بوده و هم از این رو اتخاذ مسلک گیاهخواری موجه‌تر خواهد بود.